# Mosteiro (Lajes das Flores)
Mosteiro is een plaats (freguesia) in de Portugese gemeente Lajes das Flores en telt 50 inwoners (2001).